# Satori
Satori (Japans) betekent begrijpen. Het is de ervaring van kensho, het zien van de eigen ware aard, een essentiële stap op het pad naar het Boeddhaschap in het zenboeddhisme. Satori is een van de boeddhistische begrippen die in het Westen vaak onjuist wordt vertaald als verlichting. Satori is in principe een belangrijke stap naar de verlichting, ook weleens "verlicht moment" genoemd. Omdat een satori zo helder en verhelderend kan zijn wordt het ook gezien als een valkuil, juist omdat de leerling het vermoeden heeft de verlichting reeds bereikt te hebben.

## Bevrijding
Het begrip satori is met name bekend geworden in verband met de koan-studie. De bekendste is 'Joshu's Mu':

Een monnik vroeg Joshu, een Chinese zenmeester:

Heeft een hond de Boeddha-natuur of niet?

Joshu antwoordde: 'Mu' 
De worsteling met deze koan kan langdurig zijn, en het bereiken van een doorbraak hierin kan tot grote euforie leiden. Wumen Hui-k'ai (13e eeuw) kreeg deze koan van zijn leraar Yuelin Shiguan (Japans Gatsurin Shikan, 1143-1217), en worstelde er zes jaar mee voordat hij er zelf-inzicht mee realiseerde. Hierna schreef Wumen Hui-k'ai het volgende gedicht:

"Een donderslag onder de heldere blauwe hemel;

Alle wezens op aarde hun ogen te openen;

Alles onder de hemel bogen bij elkaar;

berg Sumeru springt op en danst.
Toch is dit gevoel van bevrijding nog niet het einddoel van Zen. Om een volledige Boeddha te worden moet er ook sprake zijn van mujodo no taigen, uitdrukking van dit inzicht in het dagelijkse leven. Dit kan nog jaren oefening vragen na het initiële inzicht

## Satori als unieke ervaring
In het Westen hebben de begrippen kensho en satori de betekenis gekregen van een unieke ervaring die de inherente eenheid van al het bestaande blootlegt. Deze "eenheidservaring" is een relatief moderne opvatting, die met name populair is geworden onder invloed van het Japanse Rinzai Zen en haar bekendste vertegenwoordiger, D.T. Suzuki. In 1868 begon in Japan de zogeheten Meiji-restauratie, het openstellen van Japan voor de westerse wereld. Het boeddhisme werd hierbij gedwongen zich aan te passen aan de Japanse staatsmacht. Als reactie hierop ontstond er een beweging van moderne zenboeddhisten, die de nadruk legden op de universele aspecten van Zen. Kensho en satori werden hierbij gezien als uitdrukking van een mystieke eenheid. Deze betekenis had het oorspronkelijk niet:
"In traditional Chinese Buddhist literature such terms are used to denote the full comprehension and appreciation of central Buddhist tenets such as sunyata, Buddha-nature, or dependent origination."
Onder invloed van het westerse denken legde Suzuki de nadruk op ervaring, een begrip dat in het pre-moderne Japan niet bestond:
"The irony of this situation is that the key Japanese terms for experience-keiken and taiken-are rarely attested in premodern Japanese texts. Their contemporary currency dates to the early Meiji period, when they were adopted to render Western terms for which there was no ready Japanese equivalent. Keiken, which I have been unable to locate in any premodern Chinese or Japanese source, became the common translation for the English "experience," and, while taiken is occasionally found in Sung Neo-Confucian writings meaning "to investigate firsthand, it's modern currency can be traced to its use as an equivalent for the German erleben and Erlebnis."
Deze westerse nadruk op ervaring bood in het Westen de mogelijkheid om het verlichtingsdenken te combineren met een behoud van het besef van het sacrale. Een voorbeeld hiervan is de Duitse theoloog Schleiermacher, die stelde dat...
"...religion in its essence is not really about ceremonies, hierarchies, and supernatural wonders but rather an experience, an intuition of the infinite within the finite".
Suzuki droeg bij aan...
"...the image of the Zen master (not the far more common Zen "priest") as a freelance mystic unencumbered by institutional ties, superstitious beliefs, or slippery metaphysics. It is an image, however, that is largely modern, drawn from Suzuki, Hesse, and others who have infused Buddhism with the western image of the radical individualist who encounters the sacred outside of all conventions"
Dit propageren van een universele eenheidservaring ging bij Suzuki samen met nihonjinron, het geloof in de unieke positie van het Japanse volk en de Japanse cultuur in de wereldgeschiedenis. Suzuki was ervan overtuigd dat Zen de uitdrukking was van een unieke Japanse predispositie voor spiritualiteit. Deze uniciteit werd ook gebruikt als onderbouwing voor het Japanse nationalisme, en als rechtvaardiging voor de imperialistische oorlogen die Japan in de eerste helft van de 20e eeuw voerde
De combinatie van kensho als unieke ervaring en het geloof in de Japanse uniciteit is niet voorbehouden aan D.T. Suzuki; Yasutani, de oprichter van de Sanbo Kyodan, was extreemrechts in zijn politieke opvattingen, en verdedigde de Japanse oorlogsinspanningen

## Verder lezen
- Kapleau, Philip (1980(1965), De drie pijlers van Zen. Deventer: Ankh-Hermes
- Mcrae, John (2003), Seeing through Zen. Encounter, Transformation, and Genealogy in Chinese Chan Buddhism. The University Press Group Ltd. ISBN 9780520237988
- McMahan, David L. (2008), The Making of Buddhist Modernism. Oxford University Press. ISBN 9780195183276